# Dirphia aculea
Dirphia aculea är en fjärilsart som beskrevs av Vuillot. 1893. Dirphia aculea ingår i släktet Dirphia och familjen påfågelsspinnare. Inga underarter finns listade i Catalogue of Life.